# 김상돈 (가수)
김상돈(1985년 3월 18일~)은 대한민국의 남자 가수이자 더 넛츠멤버이다.

## 학력
- 경기자동차과학고등학교 (졸업)
- 단국대학교 천안캠퍼스 생활음악학과 (졸업)
- 백석대학교 대학원 실용음악학과 드럼 전공 (졸업)